# Overschild
Overschild  (Dialekt groningski: t Schild) – wieś w niderlandzkiej gminie Midden-Groningen, w prowincji Groningen.

## Historia
Wieś została założona w XIX wieku.

## Geografia
Wieś Luddeweer leży na powierzchni 20,39km² w północnej części Holandii gminie Midden-Groningen, w prowincji Groningen.

## Demografia
Według spisu ludności z 2023 roku we wsi Luddeweer mieszkało 510 mieszkańców.